# 岩渕いくみ
岩渕 いくみ（いわぶち いくみ、1995年12月14日 - ）は、茨城県常総市出身のハンドボール選手。日本ハンドボールリーグのオムロン所属。

## 経歴
茨城県立水海道第二高等学校時代は2011年に日本代表U-16に選出された。
2013年は全国高等学校総合体育大会ハンドボール競技大会で優秀選手に選ばれた。
高校卒業後は日本体育大学へ進学し、2014年は第19回女子ジュニア世界選手権の日本代表U-20に選出。
2015年は関東学生ハンドボール・秋季リーグで優秀新人賞を受賞。
2016年は第23回世界学生選手権の日本代表U-24に選ばれた。同年の春季リーグでは敢闘賞を受賞。
2017年は春季リーグで2度目となる敢闘賞を受賞した。8月にはジャパンカップの日本代表に選出。
2018年に日本ハンドボールリーグのオムロンへ加入。
2019-20年シーズンから背番号を「7」へ変更。

## 詳細情報

### 年度別成績
| 年       | チーム   | 試合 | フィールド 得点 | 率   | 7m  | 合計 | 警告 | 退場 | 失格 |
| -------- | -------- | ---- | --------------- | ---- | --- | ---- | ---- | ---- | ---- |
| 2018-19  | オムロン | 20   | 1/11            | .091 | 0/0 | 1/11 | 0    | 0    | 0    |
| JHL：1年 | JHL：1年 | 20   | 1/11            | .091 | 0/0 | 1/11 | 0    | 0    | 0    |

### 記録

#### 日本ハンドボールリーグ
- フィールドゴール初得点：2018年10月13日、対プレステージ・インターナショナル アランマーレ戦（山鹿市総合体育館）[10]

### 背番号
- 22 (2018年 - 2019年)
- 7 (2019年 - )

## 代表歴

### 日本代表
- ジャパンカップ (2017年)

### 日本代表U-24
- 世界学生選手権 (2016年)

### 日本代表U-20
- ジュニア世界選手権 (2014年)

### 日本代表U-16
- 日韓スポーツ交流 (2011年)